# Castellote

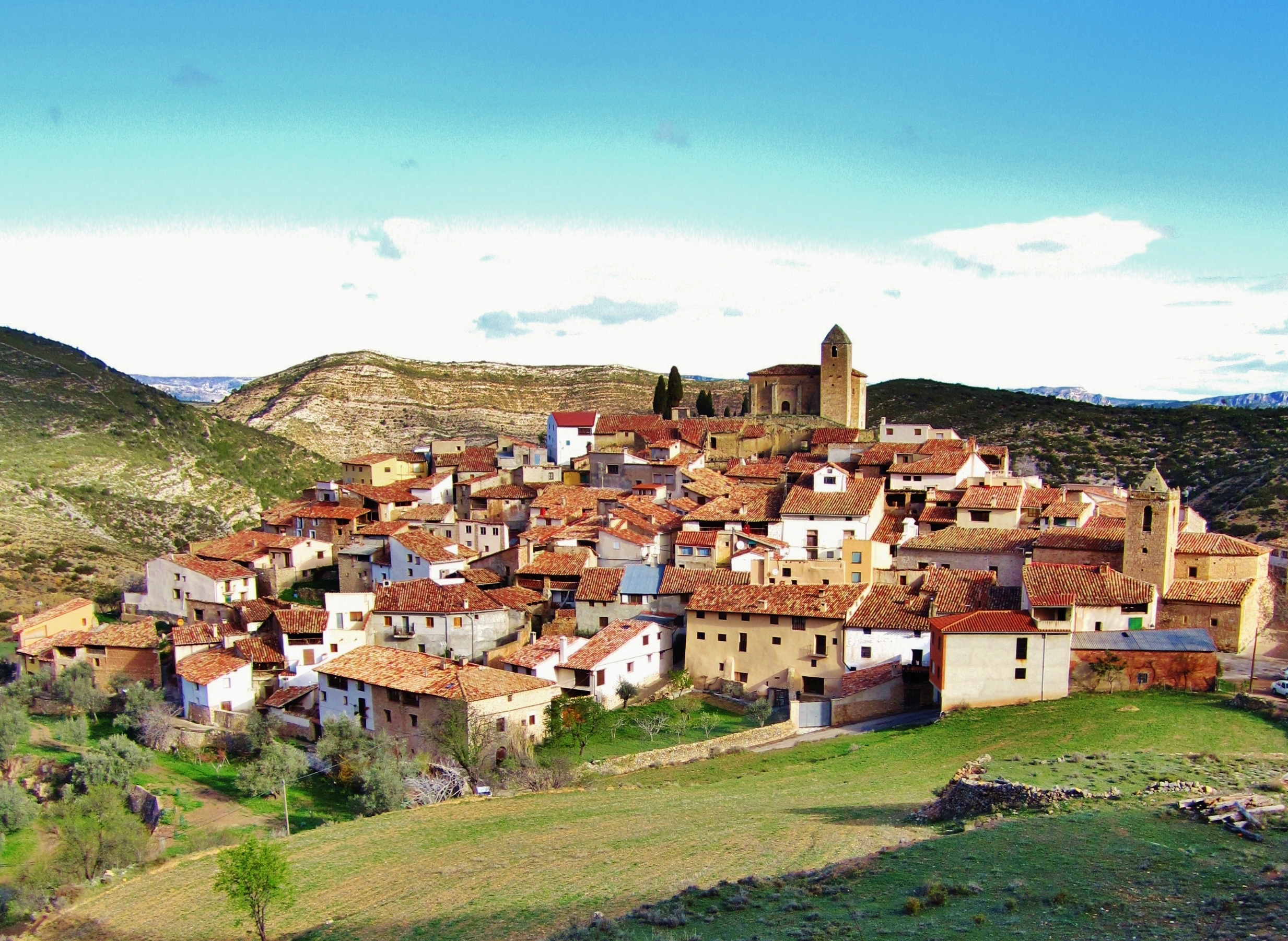
Castellote – Weiler Luco de Bordón

Castellote ist ein Ort und eine Gemeinde (municipio) mit 663 Einwohnern (Stand: 2024) in der Provinz Teruel in der autonomen Region Aragonien im Osten Spaniens. Zur Gemeinde gehören auch die insgesamt etwa 200 Einwohner zählenden Weiler (pedanías) Abenfigo, Cuevas de Cañart, Ladruñán, Dos Torres de Mercader, Las Planas de Castellote, Luco de Bordón und Santolea, wobei letzterer bereits um die Mitte des 20. Jahrhunderts beim Bau eines Stausees aufgegeben wurde (despoblado).

## Lage und Klima
Der Ort Castellote liegt an einem Bachlauf (Barranco de los Rincones) ca. 120 km (Fahrtstrecke) nordöstlich der Stadt Teruel in einer Höhe von ca. 760 bis 790 m; die Stadt Saragossa liegt etwa 140 km nordwestlich. Bis zur Mittelmeerküste sind es etwa 100 km (Luftlinie). Das Klima ist meist warm und trocken; der eher spärliche Regen (ca. 350 mm/Jahr) fällt überwiegend in den Wintermonaten.

## Bevölkerungsentwicklung
| Jahr      | 1857 | 1900 | 1950 | 2000 | 2022 |
| Einwohner | 2511 | 2086 | 1646 | 734  | 674  |

Die Mechanisierung der Landwirtschaft sowie die Aufgabe bäuerlicher Kleinbetriebe und der daraus resultierende Verlust an Arbeitsplätzen haben seit der Mitte des 20. Jahrhunderts zu einer Landflucht und zu einem deutlichen Bevölkerungsrückgang innerhalb der Gemeinde geführt.

## Wirtschaft
Weniger als ein Drittel des Gemeindegebietes wird landwirtschaftlich genutzt, wobei der Anbau von Getreide im Vordergrund steht. 

## Geschichte
Auf dem Gemeindegebiet wurden bronze-, eisenzeitliche und antike Funde entdeckt. Im 8. Jahrhundert eroberten die Mauren beinahe die gesamte Iberische Halbinsel. In Castellote und anderen Orten Aragóns und Andalusiens schufen die Berber ausgeklügelte Bewässerungssysteme. Erst im frühen 12. Jahrhundert wurde die Gegend von König Alfons I. (El Batallador) zurückerobert (reconquista) und im Jahr 1196 dem Templerorden übergeben, der hier eine mächtige Burg (castillo) erbaute und eine Komturei besaß. Nach der Auflösung des Templerordens (1307–1312) übernahm der Johanniterorden dessen Besitztümer und behielt sie bis zum Jahr 1769. Im Zuge der Karlistenkriege des 19. Jahrhunderts wurde die alte Templerburg weitgehend zerstört. Während des Spanischen Bürgerkriegs (1936–1939) wurde der Ort zwar nicht beschossen oder bombardiert; dennoch geriet die Kirche in Brand, wobei das alte gotische Rippengewölbe sowie das Altarretabel und zahlreiche religiöse Bilder zerstört wurden.

## Sehenswürdigkeiten
- Die Templerburg (castillo) überragt den Ort; sie dient heute – nach einer grundlegenden Restaurierung – als Museum.[10]
- Ein ehemaliger Wachturm (Torreón templario) dient heute ebenfalls als Museum.
- Die am Berghang stehende einschiffige Iglesia de San Miguel wurde im 13. Jahrhundert im Stil der Gotik erbaut; die Seitenkapellen sind spätere Anbauten. Hervorzuheben ist das aus Werksteinen gefügte Archivoltenportal mit darüber angeordneter Fensterrose.[11]
- Die im 17. Jahrhundert erbaute Ermita de la Virgen del Agua steht inmitten des Ortes.
- Das Rathaus (ayuntamiento) ruht im vorderen Erdgeschoss-Bereich auf Säulen, wodurch eine Art Portikus (lonja) entstand, in welchem öffentliche Angelegenheiten (z. B. auch Gerichtsprozesse) verhandelt werden konnten.
- In der Nähe des Rathauses befindet sich eine ehemalige Viehtränke (abrevadero).[12]